# Eshu

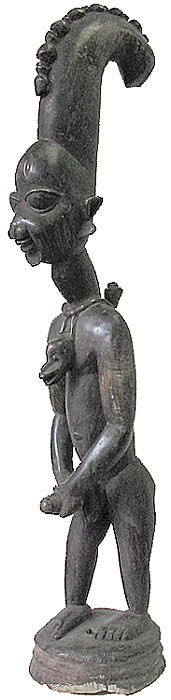
Eshu-Elegbara, le dieu fourbe et rusé, intermédiaire entre les divinités et les hommes.
Oyo, Nigéria du sud-ouest, vers 1920.

Eshu, Exú ou Èṣù est un esprit (Orisha) d'origine africaine, issu des traditions religieuse des Yorubas. Il est l’orixá central du candomblé brésilien, que l'on retrouve dans le vaudou sous le nom de Papa Legba. Il est connu sous les noms de : Exu, Èṣù, Eshu, Bara, Legbá, Elegbara, Eleggua, Aluvaiá, Bombo Njila, Pambu Njila. On le retrouve au Bénin et dans l'ancien royaume du Dahomey dans les villes suivantes : Ondo, Ilesa, Ijebu, Abeokuta, Ekiti, Lagos.

## Afrique
Eshu est, en Afrique, et aux Caraïbes comme au Brésil, l'esprit de la communication. C'est le gardien des terrains, des villes, des maisons et de l'axé, des choses construites de la main de l'homme, et de son comportement. Il est celui qui doit recevoir les offrandes en premier lieu, de manière à s'assurer que tout aille bien, et que sa fonction de messager entre l'Orun et le Aiye, mondes matériel et spirituel, soit pleinement réalisée.
En Afrique à l'époque de la colonisation témoignant d'un formidable syncrétisme culturel, notamment linguistique (résultant dans la formation des divers créoles, dans les parlers vernaculaires des caraïbes et du Brésil, et nettement perceptible dans l'accent et le vocabulaire du portugais brésilien standard) et religieux (vaudous et candomblés), Exu fut maladroitement identifié au Diable des chrétiens par les colons, eu égard à son style irrévérent, obscène et joueur, tel qu'il est représenté dans le culte africain, nanti d'un phallus et d'une paire de cornes ; mais « bien loin d'être le diable que les missionnaires chrétiens ont stigmatisé, il cache sous son caractère fantasque l'amour de la vérité ». L'association à Satan, criante pour certains, relèverait pour d'autres d'une véritable absurdité au vu de la mythologie Yoruba. Celle-ci ne définit pas ses personnages relativement à un demiurge idéal, et ne connait pas les notions de bien et de mal telles que les entend la culture morale européenne aux sens judéo-chrétien et grec. Il n'existe effectivement pas dans la tradition Yoruba d'entités essentiellement maléfiques répondant d'un unique être déchu. Il apparaît dans les croyances Yoruba ou Candomblé que les esprits (Orixas) ont chacun leur part de négativité et de positivité « comme tout un chacun »[réf. nécessaire]. L'objectif de cette identification par les missionnaires était cependant justement d'imposer la morale chrétienne aux autochtones, quitte à renverser le sens de leur mythologie, en désignant les attributs d'un de leurs dieux comme « mauvais ».

## Brésil
Au Brésil, Exu est l'un des dieux les plus importants du candomblé de Salvador de Bahia. Il fut identifié au Diable chrétien par les premiers missionnaires qui en firent le symbole du mal et de la haine. Irascible, aimant susciter les disputes, il est astucieux, orgueilleux et indécent. Ni toutefois « totalement bon ni mauvais », dans la vision de Pierre Verger dans son texte Initiation, contenu dans le documentaire Iconographie des Dieux Africains dans le Candomblé à Bahia, Exu réagit favorablement lorsque traité avec convenance.
Exu reçoit des noms divers selon les qualités ou les fonctions qu'il exerce : Elegbá ou Elegbará, Bará ou Ibará, Alaketu, Agbô, Odara, Akessan, Lalu, Ijelu (celui qui régit la naissance et la croissance de toute chose), Ibarabo, Yangi, Baraketu (gardien des portails), Lonan (gardien des chemins), Ian (référé dans les cérémonies padê).
Lundi est le jour de la semaine consacré à Exu. Ses couleurs sont le rouge et le noir; son symbole est le ogo (matraque avec têtes représentant le phallus) ; les offrandes qui lui sont faites sont les chèvres et les coqs, noirs de préférence, et de l'eau-de-vie, accompagné de nourritures préparées au moyen d'huile de palme de dendê. Il est conseillé de ne jamais lui faire offrande d'un certain type d'huile de palme, l'Adí, extrait des noyaux et non de la pulpe du dendê, qui le porteraient à la violence et à la colère. Son cri est le « Larêyé! » qui signifie le bon parleur et communicateur. 
Les entités Exu des traditions umbanda ou quimbanda[réf. nécessaire] sont dérivées de l'Exu du candomblé.

## Cuba
À Cuba il est appelé Elegua.

## Haïti
Dans le vaudou haïtien il est appelé Papa Legba.

## Représentations artistiques
Jean-Michel Basquiat a produit en 1988 une représentation de la divinité dans un tableau du même titre.
Aimé Césaire écrit en 1969 Une tempête, pièce de théâtre où apparaît Eshu en esprit farceur et scandaleux aux yeux d'autres divinités. Eshu s'y définit en « joyeux luron » et chante : « Eshu est un joueur de tours,/ sacrifiez à Eshu vingt chiens/ Afin qu'il ne vous joue des tours de cochon (...) » Cette réécriture de La Tempête de William Shakespeare propose un syncrétisme mêlant Caliban, Ariel, Eshu, Cérès et Junon. Dans la scène 3 de l'acte III, Iris compare Eshu à deux autres divinités de la mythologie en affirmant : « C'est Liber ou Priape! », ce qui scandalise Junon.

## Filmographie
Un dia a Baracoa, court film ethnographique de Giovanni Princigalli sur le rituel de Saint-Lazare et les Saints et Devinés Afro-Cubaines.